# Ampulex annulipes
Ampulex annulipes là một loài côn trùng cánh màng trong họ Ampulicidae, thuộc chi Ampulex. Loài này được de Motschoulsky miêu tả khoa học đầu tiên năm 1863.